# Diodo túnel
O diodo túnel ou díodo Esaki é um tipo de diodo semicondutor extremamente rápido, que opera na casa dos GHz, através da utilização dos efeitos da mecânica quântica.
Recebeu o nome do físico Leo Esaki, que em 1973 recebeu o Prêmio Nobel em Física pela descoberta do efeito túnel utilizado neste tipo de diodo semicondutor.
Ele funciona somente na área de resistência negativa, ou seja diminui a tensão e aumenta a corrente, somente quando tem-se uma tensão muito próxima de zero (chamada de avalanche, do diodo zener), ou seja, ele só funciona como diodo túnel quando polarizado diretamente e sob tensões bem baixas, para tensões fora dessa região ele funciona como um diodo comum.
Resumidamente, o diodo túnel só atua com propriedades especificas em baixas tensões.